# Kruispeel

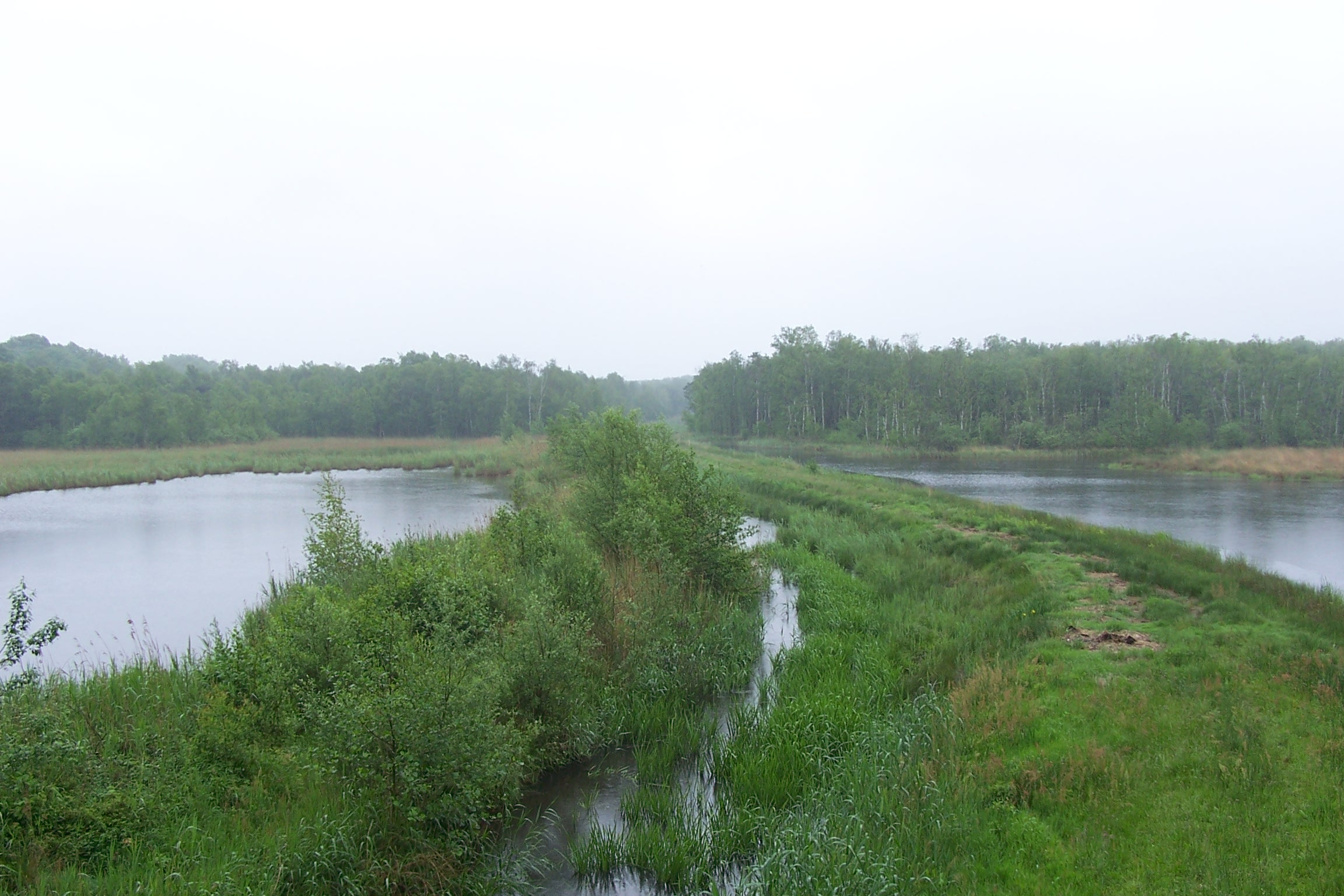
Kruispeel

Kruispeel (Limburgs: Kruûspieël) is een natuurgebied dat een vijftal kilometer ten zuidwesten van Weert in de Nederlandse provincie Limburg is gelegen. Het ligt aan de zuidoever van de Zuid-Willemsvaart, tegenover de Loozerheide. Het gebied is gelegen in het buitengebied van het kerkdorp Altweerterheide.
Natuurmonumenten beheert het 35 hectare grote gebied dat deel uitmaakt van grenspark Kempen~Broek. Een groot gedeelte bestaat uit berken- en elzenbroekbossen. Er zijn ook enkele natte heideveldjes. De Kruispeel ligt aan de bovenloop van de Tungelroyse Beek.

## Vervening en ontwatering
Kruispeel is een uitgeveend Peelven met oorspronkelijk zowel laag- als hoogveen. Het gebied ligt op ongeveer 33 meter hoogte, terwijl het omringende land op 35 m boven NAP ligt. Deze is kunstmatig, ze werd in de 19e eeuw ter ontwatering gegraven. Verdere ontwatering van het gebied in de twintigste eeuw door normalisatie van de Tungelroyse Beek had vermindering van biodiversiteit tot gevolg, kenmerkende planten werden zeldzaam of verdwenen.

## Herstel
Sinds 2006 is Natuurmonumenten in samenwerking met Waterschap Limburg doende het waterpeil te verbeteren door het water langer vast te houden. Herstelmaatregelen hebben ertoe geleid dat de beek weer meandert en dat er nieuwe vennen zijn ontstaan. In 2019 kon het vier hectare grote terrein van een staalstraalbedrijf, dat direct grensde aan de Kruispeel, worden gesaneerd en aan het natuurgebied toegevoegd. Een zeldzaam doorstroommoeras kon daardoor worden hersteld. Met de vervuilde grond van dit terrein en andere plekken uit de omgeving werd een als uitkijkheuvel ingericht depot voor de verontreinigde grond opgeworpen.

## Flora en fauna
Galigaan, gagel en snavelzegge zijn kenmerkend voor de flora van het gebied. aan de zuidrand groeit de grote keverorchis. Door de vernatting wordt verwacht dat veenpluis en zonnedauw zich opnieuw zullen vestigen. Van de vogels zijn kleine karekiet, bosrietzanger en rietgors te noemen. Ook de moerassprinkhaan is er te vinden.
De Kruispeel is niet vrij toegankelijk, maar goed te overzien vanaf de uitkijkheuvel.